# Wie es Gott gefällt (Fernsehserie)
Die Fernsehserie Wie es Gott gefällt (französischer Originaltitel: Au plaisir de Dieu) wurde in Frankreich durch Robert Mazoyer (1929–1999) als achtteilige Serie erstellt und am 19. Dezember 1977 im TF1 ausgestrahlt. Sie ist die Verfilmung des Buches Wie es Gott gefällt von Jean d’Ormesson. Die Serie wurde vom Bayerischen Fernsehen synchronisiert und erstmals am 4. Februar 1981 ausgestrahlt. Andere deutsche Sender folgten:
- 8. Mai 1981 WDR
- 26. Juni 1981 Saarländischer Rundfunk
- 2. Januar 1982 Hessisches Fernsehprogramm
- 3. Juni 1982 ORF 1 (Österreich)
- 12. Mai 1984 ORF 1 (Österreich)[3]

## Handlung
siehe Buch: Wie es Gott gefällt

## Besetzung
- Jacques Dumesnil: Sosthène, Duc de Plessis-Vaudreuil
- Élisabeth Janvier: Guénolé, comtesse de Plessis-Vaudreuil, mère du narrateur
- Paul Barge: Claude adulte
- Edgar Givry: Claude jeune
- Heidi Stroh: Ursula
- Pino Colizzi: Paul de Plessis-Vaudreuil
- Pierre Malet: Jacques jeune
- Alain Floret: Jacques adulte
- Yves Beneyton: Michel Desbois adulte
- Michel Ruhl: Jean adulte
- Sylvie Granotier: Mirette
- Marc Michel: Pierre
- Jacqueline Parré: Anne
- Nathalie Nell: Anne-Marie adulte
- France Lambiotte: Gabrielle de Plessis-Vaudreuil
- Thierry Chauvière: Pierre-Louis de Plessis-Vaudreuil
- François Devienne: Odon de Plessis-Vaudreuil
- Denise Bailly: Tante Valentine
- Pierre d'Hodge: Le commissaire de police
- Sylvain Joubert
- Renaud Séchan: Alain
- Maxence Mailfort